# NGC 357
NGC 357 је спирална галаксија у сазвежђу Кит која се налази на NGC листи објеката дубоког неба.
Деклинација објекта је - 6° 20' 21" а ректасцензија 1h 3m 21,8s. Привидна величина (магнитуда) објекта NGC 357 износи 12,2 а фотографска магнитуда 13,1. Налази се на удаљености од 32,1000 милиона парсека од Сунца. NGC 357 је још познат и под ознакама MCG -1-3-81, PGC 3768.